# کو جی یونگ
کو جی یونگ (انگلیسی: Ko Ji-yong؛ زادهٔ ۱ ژوئیهٔ ۱۹۸۰) خواننده اهل کره جنوبی است.